# Adoxia pubicollis
Adoxia pubicollis es un coleóptero de la familia Chrysomelidae. Fue descrita científicamente por primera vez en 1915 por Broun.